# ویتنبرگ
ویتنبرگ (به آلمانی: Wittenberg) شهری در شمال ایالت زاکسن-آنهالت در کشور آلمان واقع شده‌است. این شهر به خطوط راه‌آهن آلمان متصل است و رود البه از نزدیکی این شهر می‌گذرد.

## نگارخانه

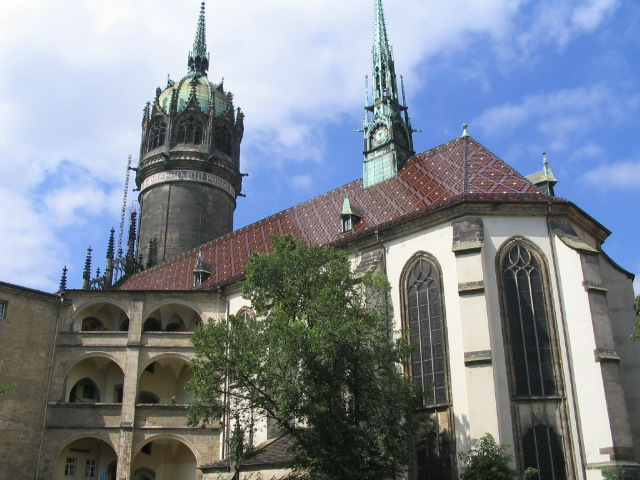
Schlosskirche
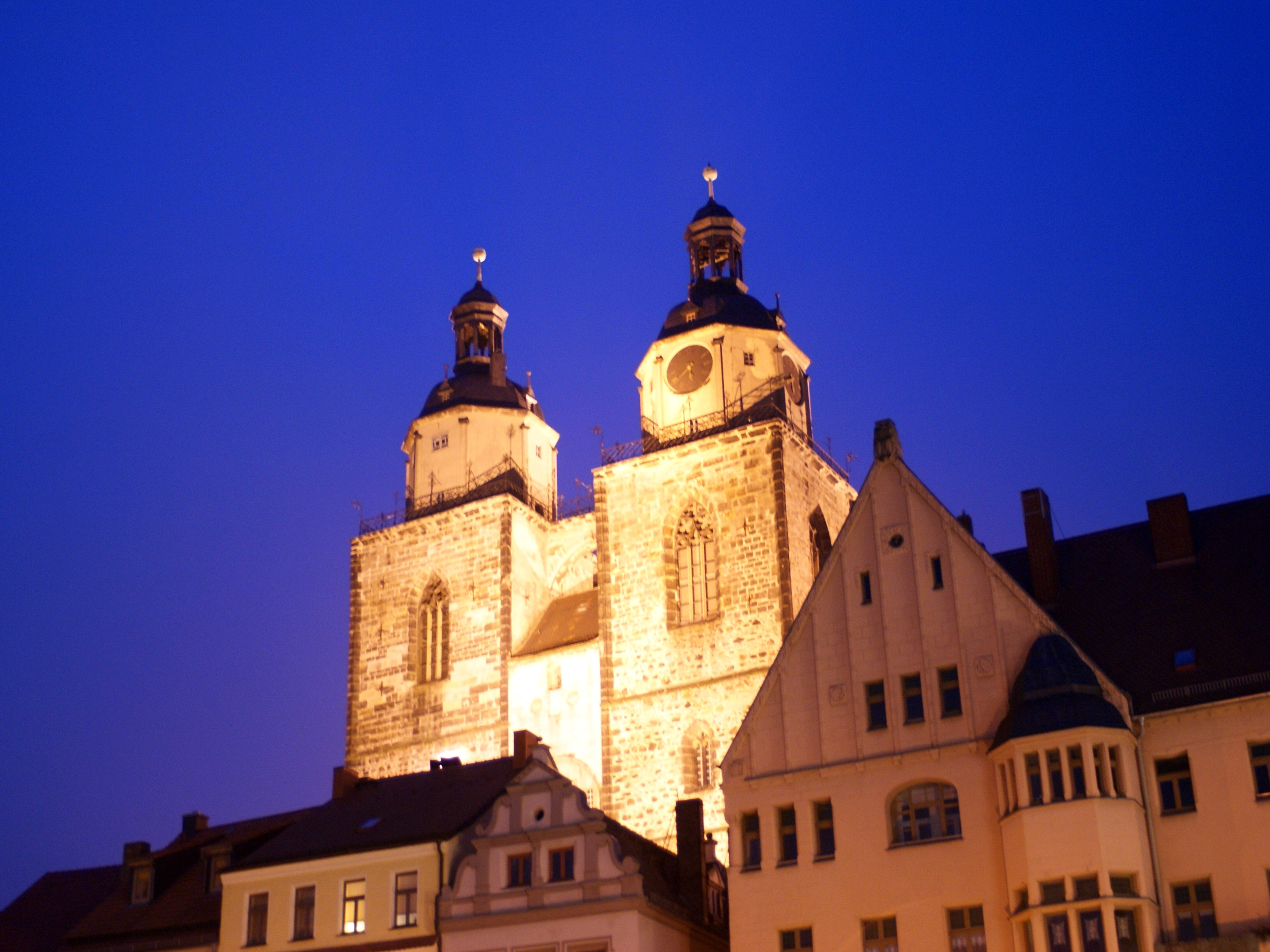
Stadtkirche
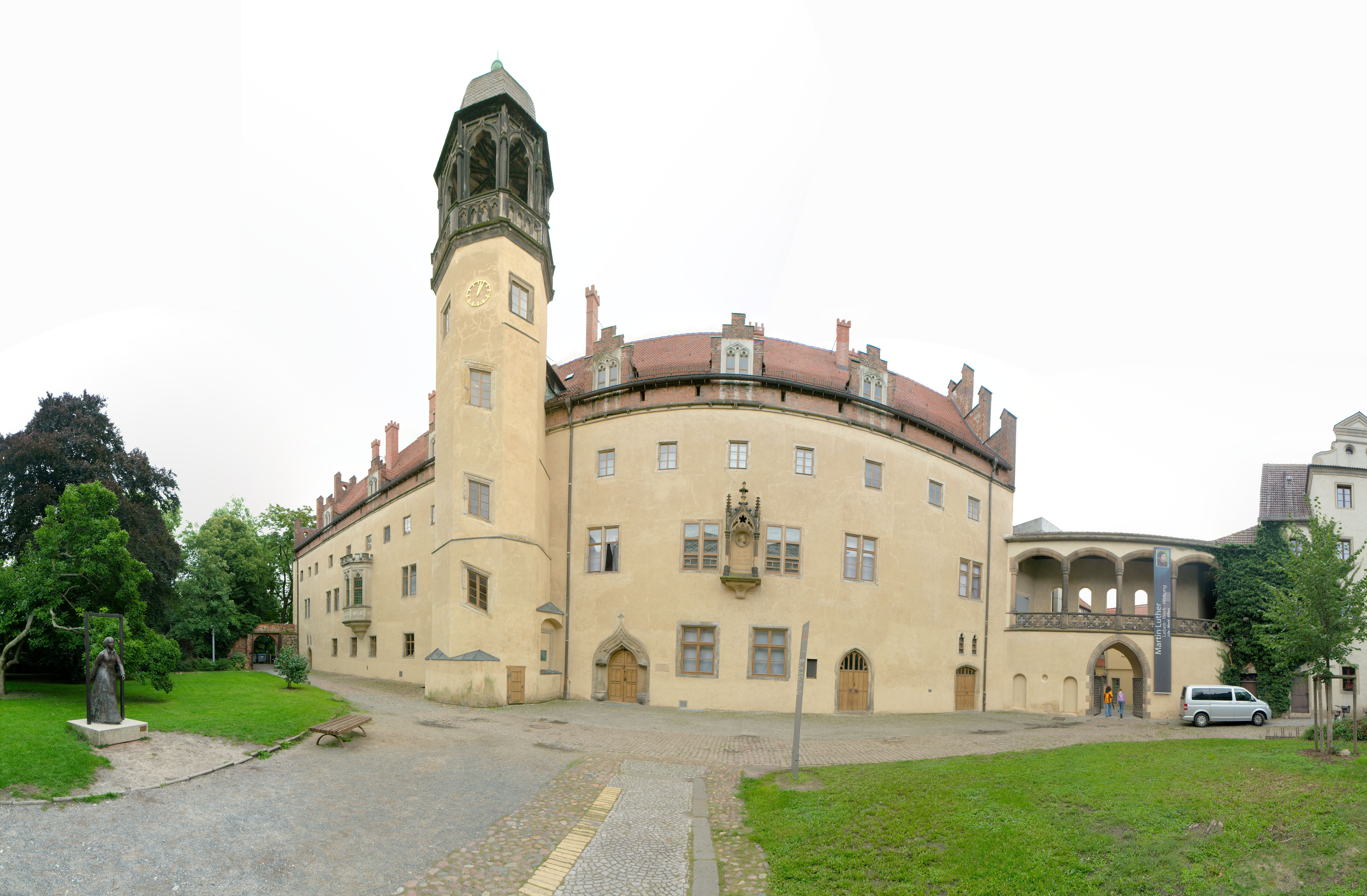
The Augusteum and Lutherhaus
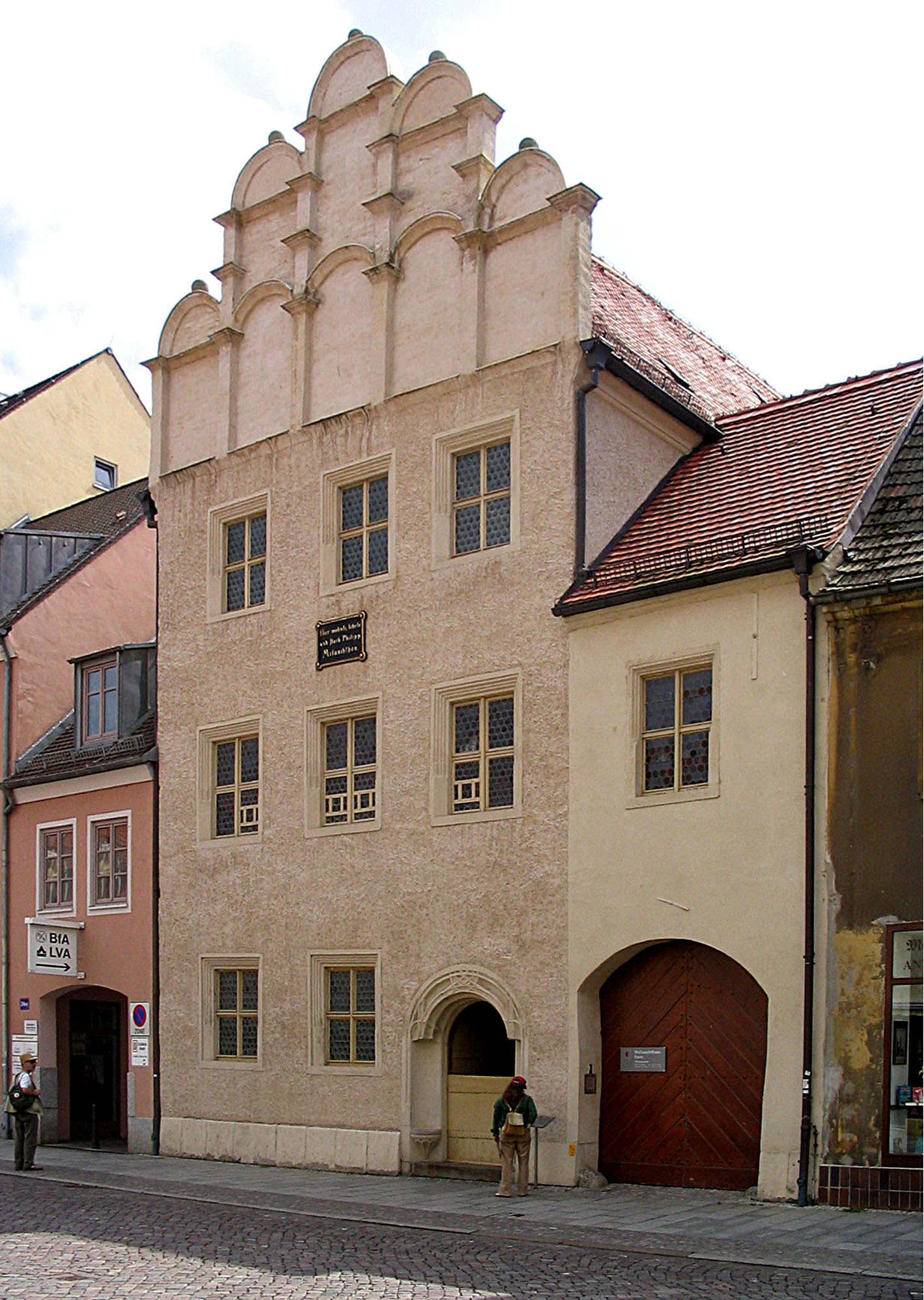
House of Philipp Melanchthon
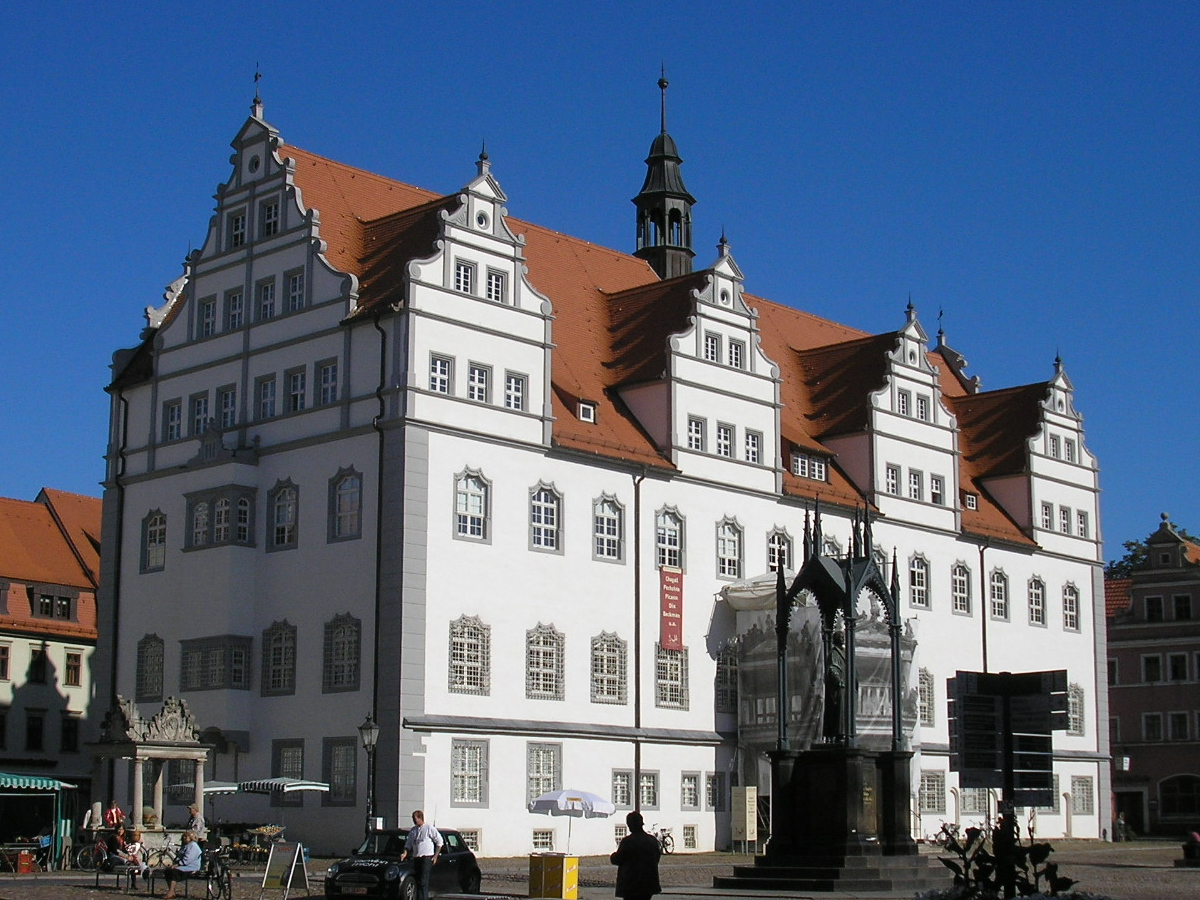
Town Hall and Luther Memorial on the market place
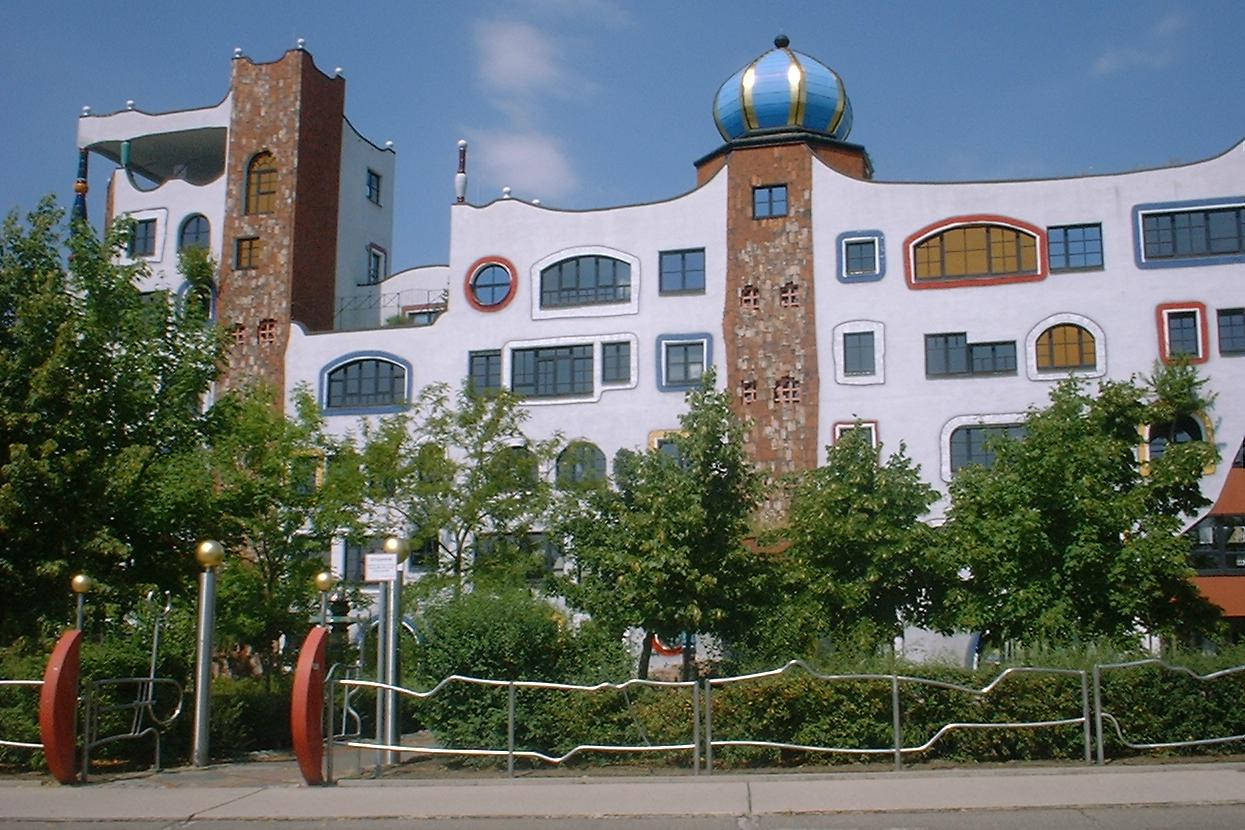
Hundertwasserschule, School by فریدنریخ هاندرتواسر
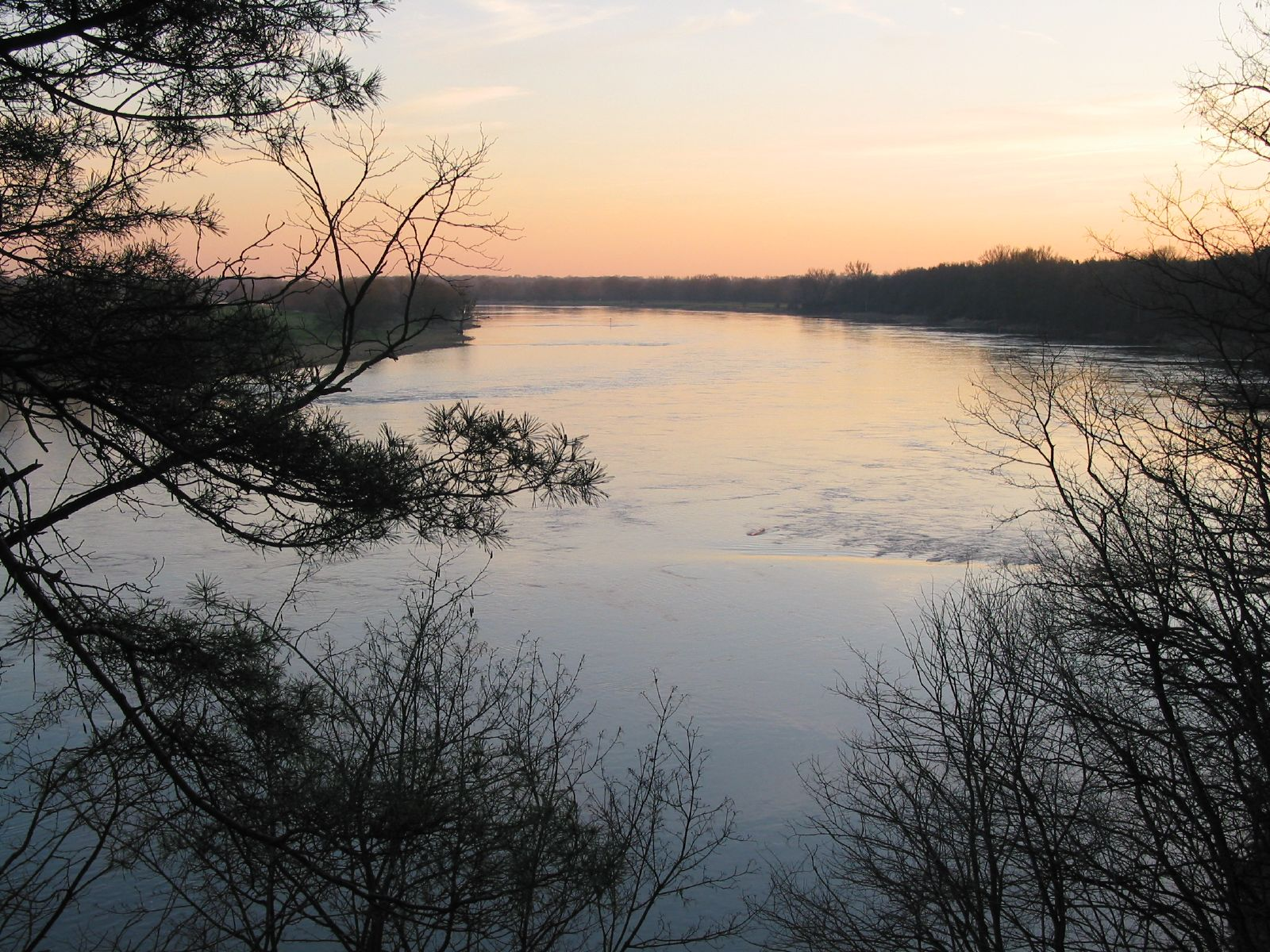
The Elbe river in Wittenberg
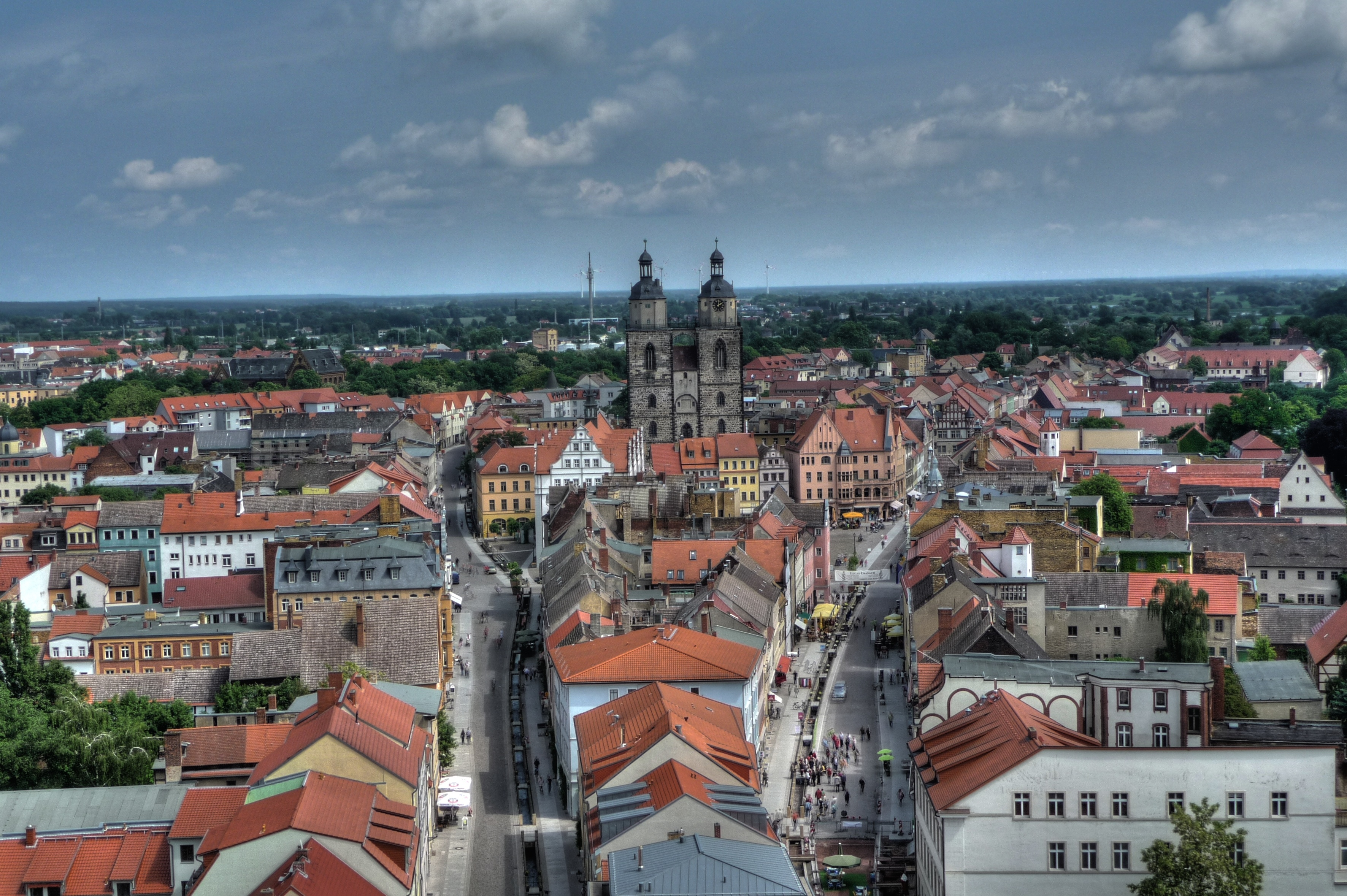
View over the oldtown of Wittenberg from the tower of the Schloßkirche
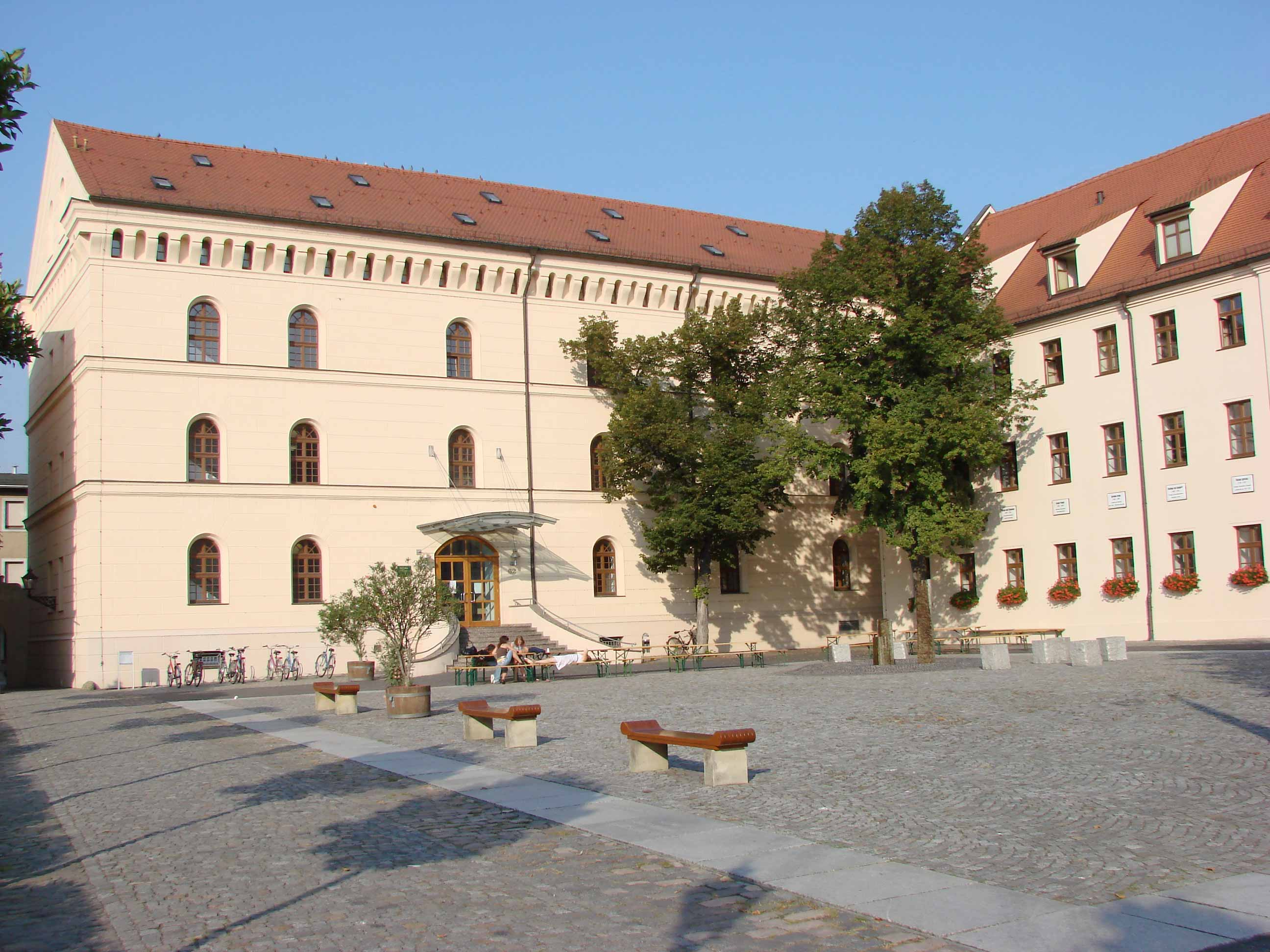
Leucorea University
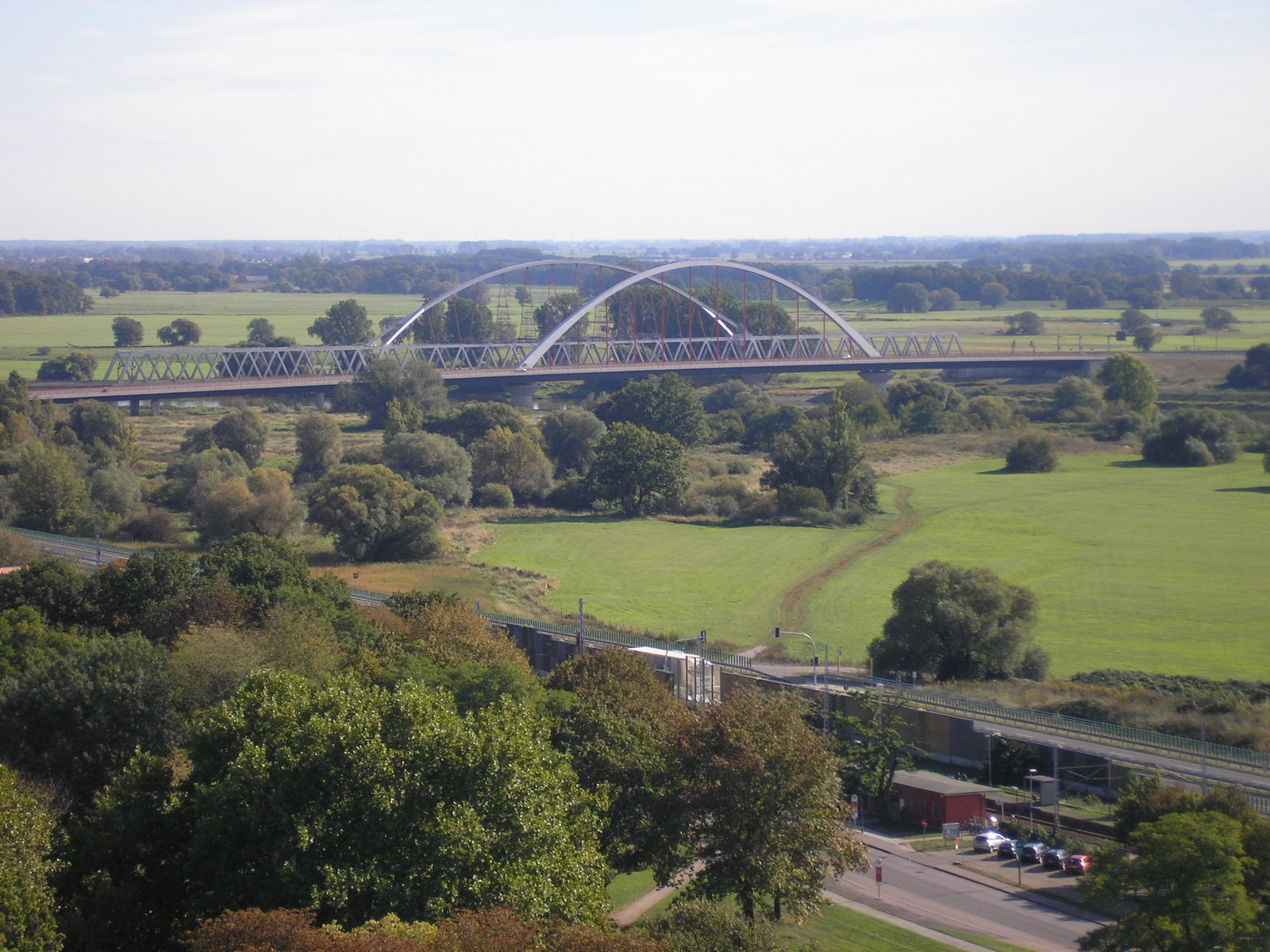
Bridge over the River Elbe near Wittenberg